# Leon Festinger
Leon Festinger, född 8 maj 1919 i Brooklyn, New York, död 11 februari 1989, var en amerikansk socialpsykolog. Han är mest känd för att ha utvecklat teorier om kognitiv dissonans och sociala jämförelser. I en rapport från 2002 listar det amerikanska psykologförbundet Festinger som nummer fem på en lista över de mest citerade psykologerna under 1900-talet.

## Biografi
Festinger föddes i Brooklyn 8 maj 1919. Han fick sin grundskoleutbildning vid Boys High School och började sedan studera vid City College of New York. Där kunde han avlägga kandidatexamen 1939. Efter vidare studier vid University of Iowa kunde Festinger avlägga både masterexamen och doktorsexamen i psykologi 1942. Under tiden vid University of Iowa kom Festinger i kontakt med Kurt Lewin, som han kom att arbeta mycket tillsammans med.